# Olympic Quốc tế về Thiên văn học và Vật lý thiên văn
Olympic Quốc tế về Thiên văn học và Vật lý thiên văn (tiếng Anh: International Olympiad on Astronomy and Astrophysics, viết tắt: IOAA) là một kỳ thi thiên văn học thường niên dành cho học sinh trung học. Đây là một trong các Olympic Khoa học Quốc tế.
IOAA ra đời vì bất đồng nội bộ của Olympic Thiên văn học Quốc tế IAO, đặc biệt do tính ít cởi mở của việc tổ chức kì thi IAO. Website kỳ thi IOAA lần đầu tiên cho biết "IOAA được thiết lập với mục tiêu sẽ là tổ chức quốc tế đúng nghĩa về các kỳ thi Thiên văn học và Vật lý thiên văn. Việc tổ chức kì olympic này được điều hành bởi một ủy ban quốc tế. Các thành viên trong ủy ban này được bầu chọn từ các thành viên của tổ chức từ khắp nơi trên thế giới."
IOAA đầu tiên được tổ chức ở Chiang Mai, Thái Lan vào tháng 11, năm 2007; lần thứ 2 ở Bandung, Indonesia vào tháng 8 năm 2008; lần thứ 3 Tehran, Iran vào tháng 10 năm 2009.

## Những nước chủ nhà
| Lần thứ | Năm  | Nước chủ nhà | Thành phố đăng cai          | Thí sinh có số điểm cao nhất | Số quốc gia tham dự |
| ------- | ---- | ------------ | --------------------------- | ---------------------------- | ------------------- |
| 1       | 2007 | Thái Lan     | Chiang Mai                  | Suwun Suwunnarat             | 21                  |
| 2       | 2008 | Indonesia    | Bandung                     | Nitin Jain                   | 22                  |
| 3       | 2009 | Iran         | Tehran                      | Nitin Jain                   | 20                  |
| 4       | 2010 | Trung Quốc   | Bắc Kinh                    | Przemysław Mróz              | 23                  |
| 5       | 2011 | Ba Lan       | Chorzów / Katowice / Krakow | Stanislav Fort               | 26                  |
| 6       | 2012 | Brazil       | Rio de Janeiro / Vassouras  | Motiejus Valiūnas            | 28                  |
| 7       | 2013 | Hy Lạp       | Volos                       | Denis Turcu                  | 35                  |
| 8       | 2014 | Romania      | Suceava / Gura Humorului    | Denis Turcu                  | 42                  |
| 9       | 2015 | Indonesia    | Magelang / Semarang         | Joandy Leonata Pratama       | 41                  |
| 10      | 2016 | Ấn Độ        | Bhubaneswar                 | Ameya Patwardhan             | 42                  |
| 11      | 2017 | Thái Lan     | Phuket                      | Aleksej Jurca                | 44                  |
| 12      | 2018 | Trung Quốc   | Bắc Kinh                    | Stanislav Tsapaev            | 39                  |
| 13      | 2019 | Hungary      | Keszthely & Hévíz           | Nguyễn Mạnh Quân             | 46                  |
| 14      | 2021 | Colombia     | Bogota (online)             | Maksim Permiakov             | 48                  |
| 15      | 2022 | Gruzia       | Kutaisi                     | Vlad Ștefan Oros             | 45                  |
| 16      | 2023 | Ba Lan       | Chorzow                     | Peter Andolšek               | 52                  |
| 17      | 2024 | Brazil       | Rio de Janeiro              | Peter Andolšek               | 54                  |
| 18      | 2025 | Ấn Độ        | Mumbai                      |                              |                     |

Lưu ý: Các nước chủ nhà từ năm 2015 trở đi đã được quyết định trên cơ sở dự kiến (tùy theo tình trạng kinh phí) trong IOAA lần thứ bảy.